# Stig Larsson

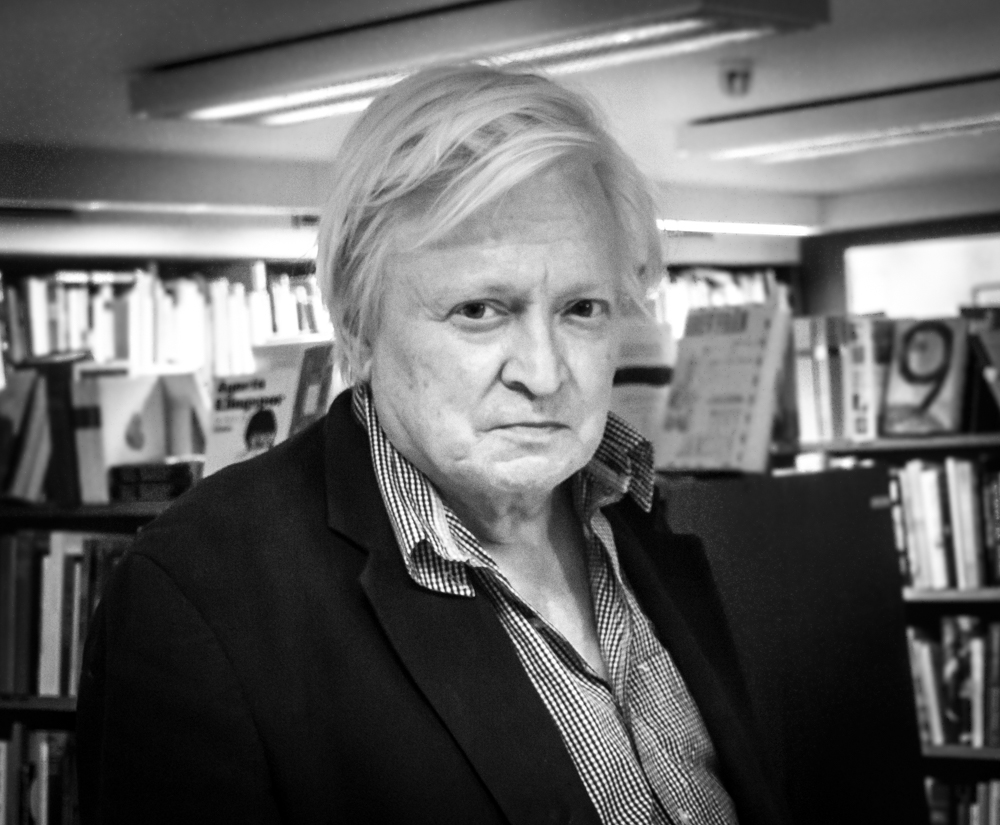
Stig Larsson (2018)

Stig Larsson (ur. 20 lipca 1955 roku w Skellefteå, Szwecja) – szwedzki poeta, dramatopisarz, prozaik, scenarzysta, reżyser filmowy i telewizyjny.

## Życiorys
Urodził się w Skellefteå, gdzie mieszkał do piątego roku życia, po czym rodzina przeprowadziła się do Umeå. Jego pierwszy wiersz Hösten opublikowano w 1964 r. w dzienniku lokalnym „Västerbotten-Kuriren”. W latach 1977–1979 studiował reżyserię w Instytucie Dramatycznym w Sztokholmie.
W 1975 roku, jako dwudziestolatek, zaczął wydawać w Umeå czasopismo filmowe „Kod”. W 1977 roku przeniósł redakcję do Sztokholmu i zmienił nazwę czasopisma na „Kris: kritik, estetik, politik” (szw. Kryzys: krytyka, estetyka, polityka) – w sferze zainteresowań periodyku była literatura, filozofia, teatr, taniec i sztuka. Na łamach „Kris” publikowano przekłady tekstów teoretycznych takich autorów jak Jacques Derrida, Roland Barthes, Maurice Blanchot, co przyczyniło się do wprowadzenia filozofii i estetyki postmodernistycznej w szwedzkich sferach kulturalnych i intelektualnych. Do pierwszych twórców publikujących na łamach „Kris” należeli również Horace Engdahl, Anders Olsson, Arne Melberg oraz Aris Fioretos. Stig Larsson był członkiem redakcji „Kris” w latach 1977–1988.
Według anegdoty, ze względu na zbieżność imienia i nazwiska z innym szwedzkim pisarzem, Stiegem Larssonem, ten drugi zmienił swoje imię ze „Stig” na „Stieg”, by dziennikarze i publiczność mogły odróżnić obu twórców.

## Twórczość
Zadebiutował w 1979 roku powieścią Autyści (szw. Autisterna), uznaną przez krytykę i uważaną za pierwszą szwedzką powieść postmodernistyczną i ważne dzieło dla nowego pokolenia literatów lat 80. XX wieku.

### Proza
- 1979 – Autisterna (fragmenty tłumaczyła na polski Magdalena Wasilewska-Chmura[7])
- 1984 – Nyår
- 1986 – Introduktion
- 1989 – Komedin I
- 1992 – Om en död
- 1998 – Wokas lax?
- 1999 – Helhjärtad tanke
- 2000 – Avklädda på ett fält
- 2012 – När det känns att det håller på ta slut (autobiografia)
- 2017 – Folk på ön

### Poezja
- 1981 – Minuterna före blicken
- 1982 – Den andra resan
- 1985 – Samtidigt, på olika platser
- 1987 – Deras ordning
- 1988 – Händ!
- 1990 – Ändras
- 1991 – Ett kommande arbete
- 1992 – Uttal
- 1993 – En andra resa
- 1993 – Likar
- 1994 – Ordningen
- 1995 – Matar
- 1997 – Natta de mina

### Sztuki teatralne
- 1987 – VD
- 1991 – Pjäser
- 2011 – Realism

### Reżyseria
- 1981 – Krig och kärlek
- 1989 – Ängel
- 1990 – Kaninmannen
- 1990 – Nigger
- 1991 – Under isen
- 2007 – August

### Scenariusze filmowe i telewizyjne
- 1988 – VD
- 1989 – Miljonerna på fickan
- 1989 – Miraklet i Valby
- 1989 – Ängel
- 1990 – Kaninmannen
- 1995 – Sommaren
- 1995 – Svinet
- 1997 – Grötbögen
- 2000 – Jesus lever

## Nagrody
- 1980 – Stypendium Alberta Bonniera dla młodych pisarzy
- 1985 – Stig Carlson-priset
- 1987 – Nagroda Signe Ekblad-Eldh
- 1990 – Złoty Żuk za scenariusz do filmu Miraklet i Valby
- 1990 – Nagroda literacka dziennika „Göteborgs-Posten”
- 1997 – Nagroda Doblouga
- 1997 – Nagroda Poetycka Szwedzkiego Radia
- 2001 – Nagroda Gerarda Bonniera[8]
- 2006 – Nagroda Bellmana[9]
- 2008 – Samfundet De Nios Särskilda pris